# 쯔펑 타워
쯔펑 타워(중국어: 紫峰大厦), 그린랜드 센터 쯔펑 타워(绿地中心·紫峰大厦), 그린랜드 스퀘어 쯔펑 타워(绿地广场·紫峰大厦), 난징 그린랜드 금융 센터(南京绿地金融中心)는 중화인민공화국 난징시에 있는 초고층빌딩이다. '그린랜드 그룹'의 난징 지사 역할을 맡고 있는 건물로 지상 89층, 450m의 초고층 빌딩이다.